# تنبيه الغافلين وإرشاد الجاهلين (كتاب)
تنبيه الغافلين وإرشاد الجاهلين عما يقع لهم من الخطأ حال تلاوتهم لكتاب الله المبين لمؤلفه أبي الحسن علي بن محمد الصفاقسي النوري، صاحب مدرسة خاصة تهتم بالقرآن من حيث صحة الأداء، وقد كان انصرافه لهذا الجانب عظيمًا، حيث أسس مدرسة تهتم بذلك في صفاقس، متأثرا بشيخه ابن الناصر في ذلك، الذي أسس زاويته الشهيرة بالمغرب التي تهتم بالسنة.
وقد تطرق إلى أغلب أحكام التلاوة، كباب المخارج والصفات، والاستعاذة والبسملة، وأحكام النون الساكنة والتنوين، وفصل في باب الأحرف، وذكر كل حرف لوحده، وبين كل ما يمتاز به كل حرف عن الآخر، مع بيان الأخطاء التي يقع فيها القراء في هذه الأحرف، وكيفية تجنبها.

## كتاب تنبيه الغافلين ومؤلفه
اسم الكتاب: تنبيه الغافلين وإرشاد الجاهلين عما يقع لهم من الخطإ حال تلاوتهم لكتاب الله المبين.
ومؤلفه: أبو الحسن علي بن محمد الصفاقسي.
الناشر: مؤسسة عبد الكريم بن عبد الله.
التحقيق: محمد الشاذلي النيفر.

## نبذة عن مؤلف الكتاب
اسمه: أبو الحسن علي بن محمد النوري بن سليم الصفاقسي.
ولادته: ولد بمدينة صفاقس في تونس عام 1053ه.
نشأته: نشأ في جو علمي، ودرس في تونس، وأخذ عن علمائها، ثم سافر في طلب العلم، وأخذ عن أميز أهل عصره.
شيوخه: عاشور القسطنطيني، ومحمد الخرشي، وإبراهيم الشبرخيتي، وابن الناصر، وغيرهم.
تلاميذه: ابنه أحمد، وعلي بن خليفة، وأبو عبد الله السوسي.
مؤلفاته: تنبيه الغافلين، وغيث النفع، وكتب أخرى.
مكانته العلمية: يعد النوري صاحب مدرسة خاصة تهتم بالقرآن من حيث صحة الأداء، وقد كان انصرافه لهذا الجانب عظيمًا، حيث أسس مدرسة تهتم بذلك في صفاقس، متأثرا بشيخه ابن الناصر في ذلك، الذي أسس زاويته الشهيرة بالمغرب التي تهتم بالسنة.
وفاته: كانت وفاته بصفاقس سنة 1117هـ.

## كتاب تنبيه الغافلين للصفاقسي
كتاب تنبيه الغافلين من الكتب المؤلفة في المحافظة على التلاوة الصحيحة، وكيفية تجنب اللحن في كلام الله تعالى، وهو مؤلف قصد منه صاحبه أن يكون في متناول العموم، يستفيد منه كل من رام تصحيح قراءته وتلاوته من الناس.

## أهمية الكتاب
تبرز أهمية هذا الكتاب من حيث إنه يعتني بكيفية تلاوة القرآن تلاوة صحيحة، على الوجه الأكمل التي توقظ الإحساس، وتنمي الشعور الحي الباعث على الإصلاح الفردي والجماعي.

## موضوعات الكتاب
أراد المؤلف في هذا الكتاب أن يبين للقارئ أهم الأبواب التي يحتاج إليها قارئ القرآن، وقد بدأ كتابه بمقدمة بين فيها أهمية التلقي من أفواه المشايخ.
ثم أتبعه بباب مخارج الحروف.
ثم ذكر باب صفات الحروف، ثم فصل في الحروف حرفًا حرفًا، وبين كل ما يختص به حرف عن الآخر، وما يتميز به عن غيره، كما بين الأخطاء التي يقع فيها القراء حال النطق بهذه الأحرف.
ثم ذكر أحكام النون الساكنة والتنوين.
ثم باب الاستعاذة والبسملة.
ثم باب القصر والمد.
ثم باب المشدد.
ثم ألفات الوصل.
ثم أبواب في الوقف والابتداء.

## منهج المؤلف في الكتاب
اعتنى هذا الكتاب بكيفية إتقان تلاوة القرآن كما أنزل، ويتجنب اللحن في كتاب الله، فلذلك بدأ ببيان أهمية هذا الباب، ثم ذكر أغلب أبواب التجويد، فبدأ بباب المخارج، ثم أتبعه بباب الصفات، ثم فصل في الأحرف وأشبع الكلام فيه، وبين الأخطاء التي يقع فيها القراء في النطق بهذه الأحرف، ثم أكمل بقية أبواب أحكام التلاوة.

## من مزايا الكتاب
1- أنه يتعلق بكتاب الله تعالى.
2- أنه يعنى بالنطق الصحيح في تلاوة القرآن على الوجه الأكمل، وكيفية تجنب اللحن فيها.
3- أن مؤلفه عالم صرف حياته كلها لخدمة القرآن، وهو أبو الحسن النوري.
4- أنه كتاب موجه للعامة والخاصة، يستفيد منه الجميع، ولا يتطرق إلى خلافات القراء.
5- أنه يهتم بتعويد الألسن على الاستقامة في النطق، والفصاحة في الكلام.
6- أنه يساهم في المحافظة على النطق العربي الصحيح الذي يحفظ للغة جدتها، ويبقي على نضارتها، ويحافظ على رونقها الساحر.

## قيمة الكتاب العلمية وثناء العلماء عليه
يعد هذا الكتاب ذا أثر كبير، لكونه لصاحب مدرسة شهيرة في تونس، وكانت هذه المدرسة تعنى بتعليم كتاب الله سبحانه وتعالى، وكيفية تلاوته تلاوة صحيحة، فكان تأليفه لهذا الكتاب تيسيرًا لطلبته، ليستفيدوا منه وليرجعوا إليه أثناء تلاوتهم.
| تنبيه الغافلين وإرشاد الجاهلين        |                            |
| أبو الحسن علي بن محمد النوري الصفاقسي |                            |
| المحقق                                | محمد الشاذلي النيفر        |
| دار النشر                             | مؤسسة عبدالكريم بن عبدالله |
| موضوع الكتاب                          | تجويد القرآن               |
| عدد صفحات الكتاب                      | 155                        |